# Rodión Osliabia
Rodión Osliabia (en ruso: Родио́н Осля́бя; monacalmente Andréi [Андре́й]; o Rodión [Родион]; ocasionalmente Román [Рома́н]; m. 1380 o c. 1398) fue un monje guerrero, compañero de Aleksandr Peresvet, también monje del Monasterio de la Trinidad y San Sergio.
En Moscú, cerca del lugar de enterramiento de Osliabia se encuentra la calle Oslyabinskí.

## Variaciones en el nombre monástico.
Se cree tradicionalmente que en el monacato Osliabia tomó el nombre de Andréi. Otro nombre de bautismo que a menudo se atribuye a Osliaba es Rodión. Según la Iglesia ortodoxa rusa, esto se debió a diversos malentendidos.

## Biografía

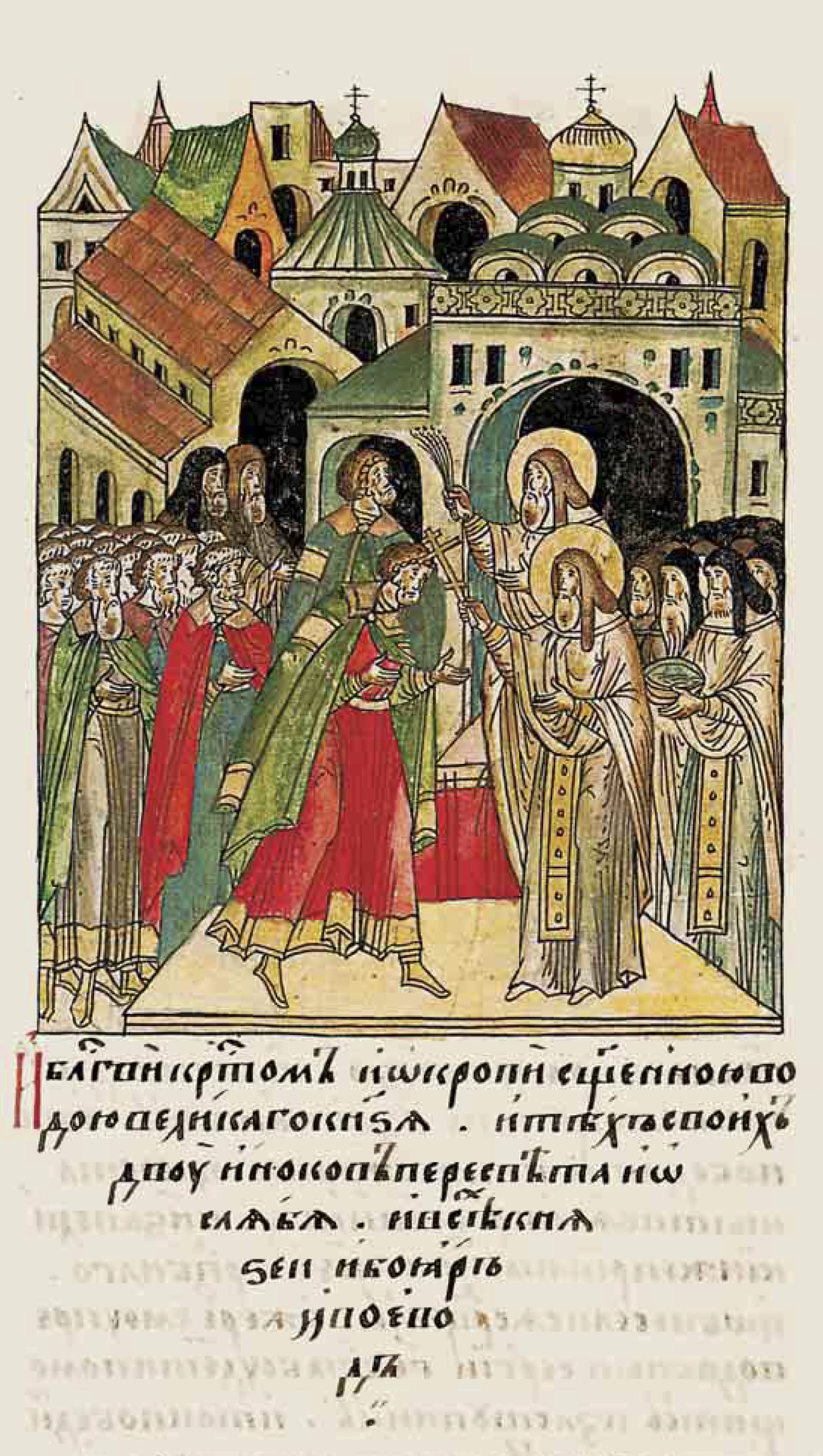
Bendición en vísperas de la batalla de 1380. Miniatura de la Crónica Ilustrada de Iván el Terrible.

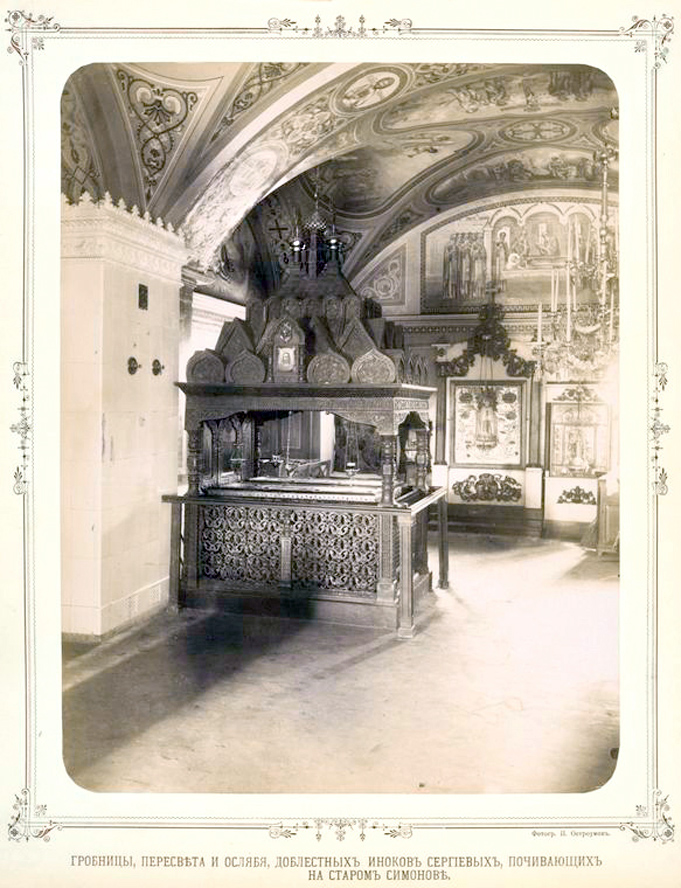
Lápida de hierro fundido de Peresvet y Osliabia en la capilla de San Sergio del refectorio de la Iglesia de la Natividad de la Virgen, 1893.

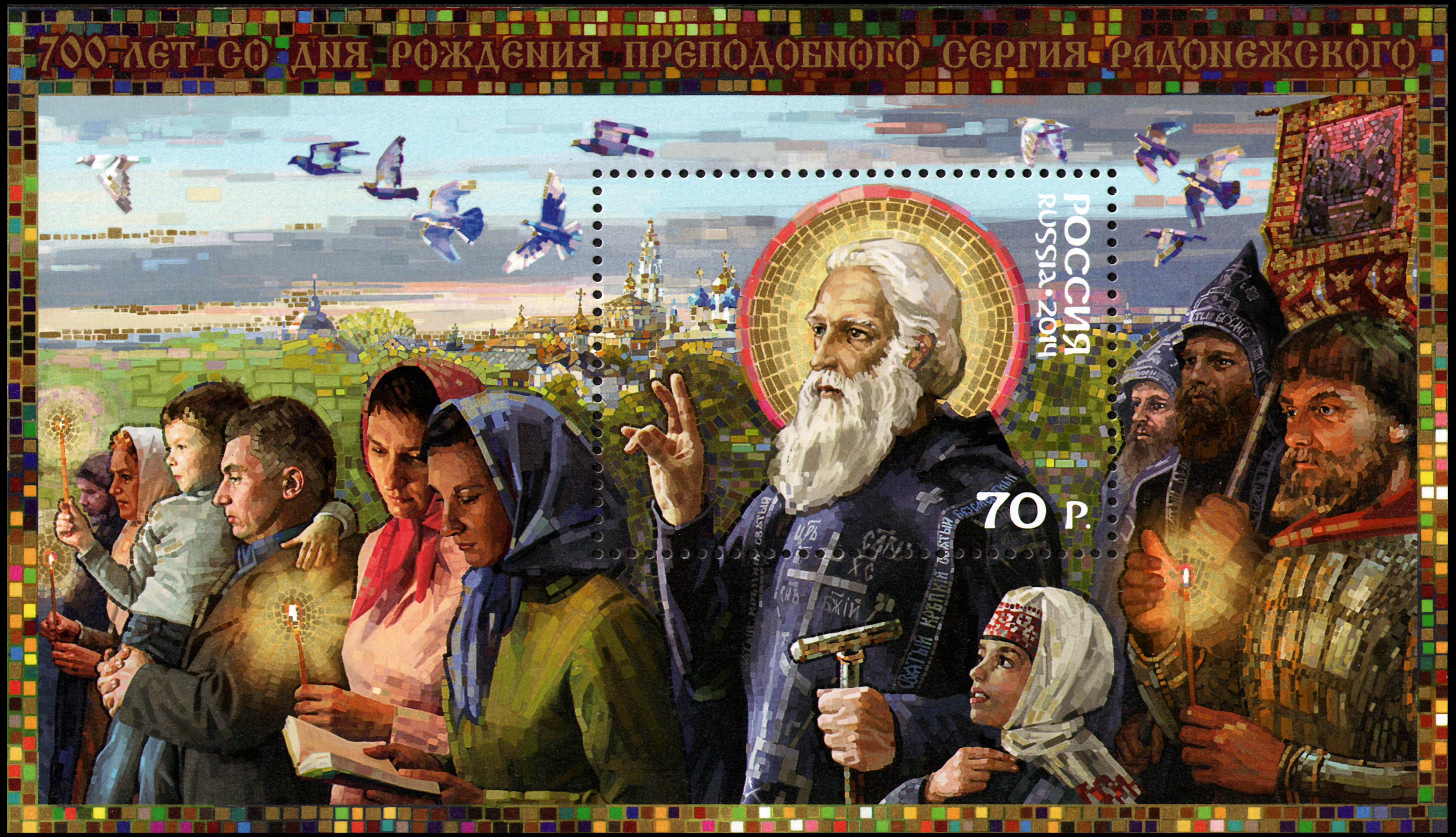
Bloque postal de Rusia, 2014, 700 años del nacimiento de San Sergio de Rádonezh, obra de S. Ulyanovsky (a la derecha están Peresvet y Andréi Osliabia)

Antes de convertirse en monje, fue boyardo de Liubutsk y militar profesional. Según el autor de la leyenda de la masacre de Mamaev, que vivió en el siglo XV, con la bendición de San Sergio de Rádonezh, junto con el monje Aleksandr Peresvet, estuvo en el ejército del gran duque Dmitri Donskói en una campaña. contra los tártaros y participó en la batalla de Kulikovo.
Antes de la campaña, Sergio de Rádonezh en 1380 confió el esquema (ropajes de monje) a Peresvet y Osliabia, es decir, los ordenó al más alto grado de renuncia monástica al mundo. La ropa de un esquema es una armadura espiritual simbólica. Según la versión más común, Rodión Osliabia, al igual que Aleksandr Peresvet, murió en la batalla de Kulikovo, pero no se menciona la muerte de Osliabia en la Leyenda de la masacre de Mamaev. Algunas fuentes sugieren que, en 1389 como muy tarde, Osliabia viajó a Constantinopla como parte de la embajada de Dmitri Donskói en Moscú para brindar asistencia a Bizancio, que había sobrevivido a las devastadoras incursiones de los turcos. Además, en las listas crónicas de los asesinados en el campo de Kulikovo y en los sinódicos, generalmente se da el nombre solamente de Aleksandr Peresvet. Todo esto indica indirectamente que Osliabia sobrevivió a la batalla de Kulikovo y sirvió con los metropolitanos de Moscú. Sin embargo, otra explicación para las menciones de Osliabia en documentos posteriores a 1380 puede ser que su familia probablemente sirvió tradicionalmente con los metropolitanos de Moscú y, por lo tanto, los nombres de varios representantes de la familia aparecen en documentos de varias décadas: Andréi (¿Adrián?), Rodión., Iakinthos (¿Jacob?).
Osliabia fue enterrado junto con Peresvet en la región de Moscú, junto a la iglesia de madera de la Natividad de la Santísima Virgen María en Viejo Símonov, en una «tienda de piedra». A finales del siglo XVIII fue desmantelado, se retiraron las lápidas para instalar otras nuevas. En 1849-1855 se reconstruyeron el refectorio y el campanario, y dentro del refectorio se ubicó la tumba. Al mismo tiempo, se completó en él la capilla de Sergio, en la que en 1870 se instaló una lápida de hierro fundido con dosel, que existió hasta 1928-1932. Ahora, en el refectorio del supuesto lugar de enterramiento hay una lápida de madera, que copia en forma la antigua de hierro fundido.
Rodión tal vez tuvo un hijo, Yakov (Jacob o Iakinthos), también partícipe en la batalla de Kulikovo.

## Días conmemorativos
Aleksandr Peresvet y Rodión Osliabia (referido con el nombre de Andréi) fueron canonizados por la Iglesia Ortodoxa Rusa con el rango de santos. El Día del Recuerdo se celebra el 7 de septiembre, así como el domingo de Todos los Santos que brillaron en la tierra rusa (segundo domingo después de la Santísima Trinidad), el día de Todos los Santos de Moscú (domingo anterior al 8 de septiembre), Todos los Santos de Tula ( 22 de septiembre), Todos los Santos de Briansk (3 de octubre), Todos los Santos de Rádonezh (6 de julio) y 24 de agosto.

## Influencia cultural
Un acorazado de la flota rusa, que se perdió en la batalla de Tsushima, recibió su nombre en honor a Osliabia. Actualmente, el buque de desembarco amplio Osliabia está en servicio en la Flota del Pacífico . Uno de los barcos de la clase Volzhski también lleva el nombre de este monje guerrero.
En 2010 se estrenó la película animada Peresvet y Osliabia del director Stanislav Podivilov con guion de Kiril Nemiróvich-Dánchenko.
En 2018 se estrenó el largometraje Aleksandr Peresvet - Kulikovo Echo en el que el papel de Osliabia lo desempeñó Serguéi Badyuk.